# Messé

Messé este o comună în departamentul Deux-Sèvres, Franța. În 2009 avea o populație de 174 de locuitori.